# Binder Jenő
Binder Jenő (Sümeg, 1856. január 9. – Budapest, Ferencváros, 1933. október 11.)  budapesti állami reáliskolai tanár.

## Életútja
Binder Péter és Gayer Klotild fia. Az 1880-as évektől kezdve behatóan foglalkozott az összehasonlító irodalomtörténet magyar problémáival. Különösen az Egyetemes Philologiai Közlönyben megjelent értekezéseivel vonta magára a figyelmet. Hetvenhét éves korában halt meg agyvérzésben. Felesége Deniger Mária volt.

## Folyóiratcikkei, közleményei
- Binder Jenő. Néhány Mátyás királyról szóló trufánk s rokonaik. (Különlenyomat a brassói m. kir. állami főreáliskola 1892–93. évi értesitőjéből. (n. 8-r. 40 l.) Brassó, 1893.
- Binder Jenő. Egy magyar Lázár-dráma és rokonai. Különlenyomat az »Egyetemes Philologiai Közlöny« 1898. évf.-ból. (8-r. 52 l.) Bpest, 1898.
- Binder Jenő. A kenyér és a só, mint varázsszerek, (1900/1. Ért.) In: Brassói Főreáliskola értesítője
- Binder Jenő. A cinkotai kántor és rokonsága In: Mátyás király emlékkönyv. Kolozsvári szobrának leleplezése alkalmára szülővárosa, Kolozsvár szabad királyi város megbízásából szerkesztette dr. Márki Sándor. (4-r. VIII, 316 l., 2 térkép és 12 képmell.) Bpest, 1902
- Anthologie des poétes francais du XIX-e siècle. I. partie. Magyarázta Binder Jenő. (VIII, 143 l.) 1904.
- Binder Jenő. Az okos leány. In: Egyetemes naptár 1908. évre. Szerkeszti Czipott Géza. Budapest, 1908. Czipott Géza.
- Binder Jenő. Faludi »Téli éjtszakái és a »Noches de invierno. In: Egyetemes naptár 1908. évre. Szerkeszti Czipott Géza. Budapest, 1908. Czipott Géza.
- Binder Jenő. P. Horváth Ádám énekgyűjteményének egy eddig ismeretlen kézirata In: Egyetemes naptár 1908. évre. Szerkeszti Czipott Géza. Budapest, 1908. Czipott Géza.
- Binder Jenő. Petőfi két költeményéhez In: Emlékkönyv. Beöthy Zsolt születésének hatvanadik fordulójára. Irták tanítványai, barátai, tisztelői. (n. 8-r. 679 l., B. arcképe és 1 mell.) Bpest, 1908.
- Maeterlinck Maurice: A méhek élete. Franciából ford.: Binder Jenő. 286 l., 1911?
- Sandeau Jules: Madeleine. Magyarázta: Binder Jenő. 1915. IX [3] 143 l.